# Seriola hippos
Seriola hippos är en fiskart som beskrevs av Günther, 1876. Seriola hippos ingår i släktet Seriola och familjen taggmakrillfiskar. Inga underarter finns listade i Catalogue of Life.